# Вільчин (Люблінське воєводство)
Вільчин (пол. Wilczyn) — село в Польщі, у гміні Біла Підляська Більського повіту Люблінського воєводства.
Населення — 141 особа (2011).
У 1975-1998 роках село належало до Білопідляського воєводства.

## Демографія
Демографічна структура станом на 31 березня 2011 року:
|          | Загалом | Допрацездатний вік | Працездатний вік | Постпрацездатний вік |
| -------- | ------- | ------------------ | ---------------- | -------------------- |
| Чоловіки | 73      | 17                 | 52               | 4                    |
| Жінки    | 68      | 13                 | 41               | 14                   |
| Разом    | 141     | 30                 | 93               | 18                   |